# Ā̤
Ā̤, ā̤ – litera rozszerzonego alfabetu łacińskiego, powstała poprzez połączenie litery A z dierezą i makronem. Wykorzystywana jest w zapisie języka puxian alfabetem łacińskim. Używana jest do oznaczenia dźwięku [e˧˩], tj. samogłoski półprzymkniętej przedniej niezaokrąglonej wymawianej z tonem opadającym z poziomu średniego na niski.

## Kodowanie
| Forma     | Wygląd | Części składowe | Części składowe | Części składowe | Kodowanie            |
| --------- | ------ | --------------- | --------------- | --------------- | -------------------- |
| majuskuła | Ā̤      | U+0041 A        | U+0324 ◌̤        | U+0304 ◌̄        | U+0041 U+0324 U+0304 |
| minuskuła | ā̤      | U+0061 a        | U+0324 ◌̤        | U+0304 ◌̄        | U+0041 U+0324 U+0304 |